# Kjonghung
Kjonghung (hangul: 경흥군, Kjonghung-kun, handzsa: 慶興郡, RR: Kyŏnghŭng-kun, ’vidám és virágzó’) régebbi, 1977 és 2005 között használatos nevén Undok (hangul: 은덕군, Undok-kun, handzsa: 恩德郡, RR: Ŭndŏk-kun, ’kegyelmes és erkölcsös’) megye Észak-Koreában, Észak-Hamgjong (Hamgyŏng) tartományban.
Története 1435-ig megegyezik Kjongvon (Kyŏngwŏn)éval. 1435-ben az addig Kongdzsu (Kongju)hoz tartozott területet leválasztották, amelynek a Kongszong-hjon (공성현, 孔城縣, Kongsŏng-hyŏn) nevet adták. Két évvel később nyerte el mai nevét és ekkor emelték megyei rangra is. 1443-ban tohobu (tohobu) (도호부; 都護府) rangra terjesztették fel, 1895-től ismét megye.

## Földrajza
Északnyugatról Kjongvon (Kyŏngwŏn) megye, nyugatról Hörjong (Hoeryŏng) városa, délről Cshongdzsin (Ch'ŏngjin) városa, délkeletről és keletről Raszon (Rasŏn) városa, északkeletről pedig a Tumen (koreaiul: Tuman) túlpartján Kína Csilin (Jilin) tartománya határolja.
Legmagasabb pontja az 1146 méter magas Szongdzsinszan (송진산; 松津山, Songjinsan).

## Közigazgatása
1 községből (up (ŭp)), 10 faluból (ri (ri)) és 6 munkásnegyedből (rodongdzsagu (rodongjagu)) áll:
| - Kjonghung-up (경흥읍; 慶興邑, Kyŏnghŭng-ŭp) - Kumszong-ri (금송리; 金松里, Kŭmsong-ri) - Rogja-ri (록야리; 鹿野里, Rogya-ri) - Szongszan-ri (송산리; 松山里, Songsan-ri) - Szonghak-ri (송학리; 松鶴里, Songhak-ri) - Sinaszan-ri (신아산리; 新阿山里, Sinasan-ri) - Angil-ri (안길리; 安吉里, An'gil-ri) - Jangdok-ri (양덕리; 暘德里, Yangdŏk-ri) - Csangphjong-ri (장평리; 長坪里, Changp'yŏng-ri) | - Csholdzsu-ri (철주리; 鐵柱里, Ch'ŏlju-ri) - Thejang-ri (태양리; 太陽里, T'aeyang-ri) - Kvirak-rodongdzsagu (귀락로동자구; 貴洛勞動者區, Kwirak-rodongjagu) - Nonggjong-rodongdzsagu (농경로동자구; 農耕勞動者區, Nonggyŏng-rodongjagu) - Rjongjon-rodongdzsagu (룡연로동자구; 龍淵勞動者區, Ryongyŏn-rodongjagu) - Mjongnjong-rodongdzsagu (명룡로동자구; 明龍勞動者區, Myŏngnyong-rodongjagu) - Obong-rodongdzsagu (오봉로동자구; 梧鳳勞動者區, Obong-rodongjagu) - Hakszong-rodongdzsagu (학송로동자구; 鶴松勞動者區, Haksong-rodongjagu) |

## Gazdaság
Kjonghung (Kyŏnghŭng) megye gazdasága eredetileg mezőgazdaságra épült, az 1930-as évektől pedig megkezdődött az ipari feketekőszén-kitermelés. Emellett lényegesen kisebb fajsúlyú ágazatai: állattenyésztés, dohánytermesztés, cementipar, építőanyag-ipar.

## Oktatás
Kjonghung (Kyŏnghŭng) megye egy ipari egyetemnek, egy szénkitermelési főiskolának és kb. 30 általános iskolának, középiskolának, illetve egyéb oktatási és művelődési intézménynek, köztük könyvtáraknak stb. ad otthont.

## Egészségügy
A megye ismeretlen számú egészségügyi intézménnyel rendelkezik, köztük egy megyei szintű kórházzal, egy ipari kórházzal, illetve helyi kórházakkal és prevenciós intézményekkel.

## Közlekedés
A megye közutakon a szomszédos megyék felől közelíthető meg. A megye vasúti kapcsolattal rendelkezik, a Hambuk (Hambuk) vasútvonal része, illetve itt található a Hambuk vonal egy 10,4 km hosszúságú leágazása, a Hakszong (Haksong)ot és Obongot összekapcsoló Obong vonal is.